# 尼古拉斯·斯皮克曼
尼古拉斯·約翰·斯皮克曼（Nicholas John Spykman，1893年10月30日—1943年6月26日），荷蘭裔美國人，地緣戰略學家，國際關係學者，有「圍堵政策教父」之稱。他是美國外交政策的古典現實主義的發起者之一，將東歐政治思想帶入美國。曾在耶魯大學國際研究所任職。他教學重點放在地緣政治學。49歲死於癌症。
斯皮克曼出過兩本談外交政策的書。一是1942年美國即將加入二次大戰時的《世界政治中的美國戰略：美國與權力平衡》。他從關切權力平衡的角度說明美國企圖以海洋阻隔敵人的孤立主義政策必敗。他希望避免美國像一次大戰一樣企圖置身事外。第二本書《和平地理學》是在死後一年出版，其中闡述了他的地緣策略，認為歐亞權力平衡會直接影響美國。
從斯皮克曼的地理學與外交著述看來，他支持地理決定論。

## 早期理論
在1938年的論文「地理學與外交政策」之中，斯氏認為地理因素，相較於經濟、領導人性格等因素，對於外交政策的影響更持久。
斯氏也認為地理位置對國家影響重大。而美國同時接鄰大西洋與太平洋，是世界最有利的位置。
按照地理位置，國家又可分為三種類型：內陸國家，海島國家，與同時有海陸疆界的國家。而地理位置也決定國家的外交情形。像是內陸國家與陸上鄰國有安全問題。海島國家則會受其他海權與鄰近大陸的強權的影響。在面對鄰近大陸強權時，海島國家會以征服或殖民來維持一些海岸緩衝國家，並且支持陸上強權的權力平衡。斯氏將美國歸類於海島國家。他日後對於美國外交政策的建議也傾向上述海島國家的政策。
斯氏並且指出眾強權因為地理差異造成的安全觀差異，將難以達成維持集體安全的有效體系。他認為一次世界大戰後創造的國聯無法維持和平，因為同一塊區域對不同國家有不同的安全意義。
在1939年與Abbie Rollins合寫的「外交政策的地理目標」一文中，斯氏則從地理與歷史探討了國家的擴張情形。此文有國際關係現實主義的精神。
斯氏認為擴張行為必須放在長時間尺度下檢視。因為長時間來看，國與國之間的戰爭與和平都不是常態，國家之間真正的關係是許多個互相鬥爭的權力組織。斯氏也認為所有國家都傾向擴張。所以國際政治就像是某種「磁場」，各個磁極之間的磁場線此消彼長。
此文也從歷史上舉例說明各國都在尋求地理戰略意義上的擴張。各個國家因為地理位置不同而有不同的擴張目標情形。內陸國家尋求出海口，海島國家則尋求航道控制。
文章最後結論是可見的未來都不會有理由能改變國家尋求擴張的傾向。即使是國聯也一樣。

## 世界政治中的美國戰略：美國與權力平衡
斯氏於1942年，第二次世界大戰之中，寫了第一本書《世界政治中的美國戰略：美國與權力平衡》（America's Strategy in World Politics: The United States and the Balance of Power）。這本書從地緣政治、現實主義的觀點探討世界政治，並且建議根據美國在地理與權力政治的相對位置，制定美國在戰爭與和平之中的大戰略。

### 世界政治
本書開頭討論世界政治，將國際關係視為無政府狀態，在國家之上沒有足以約束國家互動的威權，所以所有國家都在爭取自身安全與存續。
本書認為國家的力量由很多因素構成。包括國土大小與疆界；人口；蘊藏與生產的原物料；經濟與科技發展；政治體系穩定；國家精神；軍事力量；潛在敵人的力量等等。斯氏並強調，國家領導人對於道德價值的考量不能干擾國家的權力目標。領導人可以用道德作為追求權力的辯護，但在道德帶來弱點時就要放棄道德。國家並不是為達成道德價值來追求權力，而道德價值是國家用來獲取權力的。
斯氏認為領導人要重視的是全球的權力平衡，因為經驗上權力平衡往往比宣示善意帶來更多安全。斯氏認為權力平衡是強權之間永無休止，不斷變化的鬥爭關係，有時帶來戰爭也是很正常的。斯氏也認為二十世紀的戰爭是總體戰爭。

### 美國戰略
本書在開頭之後開始細細分析美國在西半球的地緣政治位置。在歷史上，美國藉由戰爭、外交、驅逐原住民與鄰國、還有利用歐洲對手崛起為西半球的統治力量。斯氏強調美國的崛起是因為當時歐洲沒有統一，歐洲各國也沒有能力對西半球投入完整軍事力量。
在美國戰略上，斯氏認為就像歐洲權力平衡對英國很重要一樣，歐洲與亞洲的權力平衡對美國此一介於大西洋與太平洋的島國都很重要。斯氏詳細分析歷史，指出歐洲在一次大戰後已經失去平衡，德國正在擴張（斯氏特別分析了德國豪斯霍弗爾的理論），而日本正在太平洋崛起。斯氏綜合了英國地理學家麥金德與美國歷史學家馬漢的理論，強調歐亞大陸「心臟地帶」與海權的重要性。
像麥金德一樣，斯氏強調取得歐亞大陸「心臟地帶」的國家將成為海上與陸上的強權，而英國海權的戰略目標一直是阻止別國取得心臟地帶。如果德國與日本任一國在歐亞大陸的一側勝利，就會嚴重影響美國世界地位。如果德國與日本的聯盟一起勝利，美國將會被歐亞大陸包圍。
斯氏警告，在現代航海與通信技術之下，包圍美國的海洋不但不是屏障，還是高速公路。因此美國不能孤立，一定要介入歐亞維持權力平衡。
此書的最後，提醒「戰爭的結束不是權力鬥爭的結束」。斯氏認為在第二次世界大戰中要避免完全消滅德國或日本，因為在歐洲，「從乌拉尔山脉到北海的俄國不會比從北海到乌拉尔山脉的德國更好」。而在亞洲也要避免完全消滅日本。因為斯氏以中國的大小，地理位置，天然資源與人力預測，中國將成為大陸強權，到時美國要不得不與日本聯手維持亞洲權力平衡。

## 和平地理學：斯氏之世界觀
在1944年，斯皮克曼死後一年，《和平地理學》（The Geography of the Peace）出版。本書繼續強調歐亞大陸權力平衡對美國的重要。並且提出斯氏之世界觀。此書並且附了很多以不同位置為中心的地圖。
斯氏之世界觀是基於英國地緣戰略家麥金德的理論。他作了類似的假設：世界所有政體連結在一起，而所有的海洋也連結在一起。他進一步假設所有天空也連在一起。所以任何國家的外交政策影響都會超過鄰近地區，會由各國的連結擴及全世界。另一方面，人類的海洋活動能力可能造成一種新的地緣政治結構：海外帝國。
斯皮克曼改編了麥金德的世界區分法，分為如下部分：
- 心臟地帶
- 邊緣地帶（即麥金德理論之中心臟地帶邊緣的「內新月形地帶」）
- 離岸島嶼與大陸（即麥金德理論之「島嶼大型陸地」，「外新月形地帶」）

### 心臟地帶
斯皮克曼對心臟地帶的分析與麥金德大不相同。他不認為此區在近未來會因運輸能力或通訊設施增強而統一。因此也不會有與美國的海權競爭的能力。斯皮克曼同意心臟地帶是獨特的防衛位置，但是也只有防衛能力而已。
而當時的蘇聯雖然包含大幅土地，可開墾的土地卻只有少數。大多在西邊。蘇聯的原物料也大多在烏拉爾山脈以西。既然蘇聯的政治與原料重心都在西邊，斯氏不認為蘇聯會往中亞施加力量。但是蘇聯仍是亞洲陸地最強的勢力，可以維持和平也可以製造問題。

### 邊緣地帶
邊緣地帶（即麥金德理論之中心臟地帶邊緣的「內新月形地帶」）被麥金德分為三塊：
- 歐洲沿海地區
- 阿拉伯中東沙漠地帶
- 亞洲季風區

斯氏接受前二塊的範圍，但是認為亞洲要再細分：印度與印度洋沿岸還有印度文化，和中華地區在地理與文明都是分開的。
邊緣地帶的特徵是處於心臟與海權的邊緣。夾在海陸強權之間，邊緣地帶必須自衛，因而有根本的自身安全問題。事實上比起內新月地帶，斯氏的邊緣地帶和馬漢的「爭議區」更像。
邊緣地帶有來自人口，天然資源還有工業發展的重要性。斯氏因此認為邊緣地帶是圍堵心臟地帶的關鍵。（而麥金德則認為離岸島嶼與大陸才是）

### 離岸大陸
位於歐亞大陸側面的兩個大陸是非洲與澳洲。斯氏認為這兩個大陸的地緣政治狀態由地中海以及「亞洲地中海」的控制情況決定。這兩個大陸都不會有強大的政治力量：非洲陷入混亂，無法發揮其熱帶資源，澳洲則沒有足夠的可耕地支持強權。
除此之外還有離岸的島嶼強權如英國與日本，以及另一個離岸大陸美洲，在大西洋與太平洋的阻隔之外。
此即斯氏之歐亞大陸之外的地理圖像。

### 歐亞動態
在歐亞動態上斯氏再次與麥金德分歧。麥金德認為歐亞戰爭是心臟地帶與海權的鬥爭。鬥爭的目的是爭取邊緣地帶的控制。這種歷史性的「海陸對抗」即歐亞戰爭。斯氏則認為歷史上多場戰爭有時造成英國與邊緣地帶的國家同盟對抗俄國，有時造成英國與俄國同盟對抗另一個邊緣地帶強權。換句話說，歐亞戰爭並不是海陸對抗的表現，而是導致沒有任何勢力能控制邊緣地帶的阻礙。
斯氏提起麥金德的名言：
誰控制東歐，誰就統治心臟地帶；
誰控制心臟地帶，誰就統治世界島；
誰統治世界島，誰就統治世界。
但是他不同意，將之改寫：
誰控制邊緣地帶，誰就統治歐亞；
誰統治歐亞，誰就控制世界的命運。
為此美國英國俄國將會扮演關鍵角色影響歐洲沿海地區的控制，因此影響世界的基本權力關係。

### 美國的戰略目標
斯氏認為美國最大的風險就是讓任何國家控制邊緣地帶。斯氏並預測在戰後，蘇俄是歐亞大陸最大強權，中國則是東亞的強權。德國要靠法國與東歐（包括俄國）平衡，而英美則必須維持歐亞大陸的海上與空中接點。而歐洲，中東與遠東的邊緣地帶將是戰後戰略意義最高的地區。而美國必須確保這些區域之中不會出現強權。
约翰·福斯特·杜勒斯，乔治·凯南還有其他圍堵策略的發起者都向斯氏借鏡良多。連麥金德也在規劃美國冷戰戰略時如此借鏡。